# EVO Banco
EVO Banco és un banc espanyol nascut com a marca comercial l'any 2012. Té la seu a Madrid. El 28 de febrer de 2014 va ser adquirit pel fons d'inversió estatunidenc Apollo Global Management. Des del maig de 2019, EVO Banco és propietat de Bankinter.

## L'adquisició per part de Bankinter
El 25 de setembre de 2018 Bankinter anuncià que havia assolit un acord amb Smart Holdco, una entitat propietat de diversos fons gestionats per companyies vinculades amb Apollo Global Management —i propietària d'EVO Banco— per a l'adquisició del negoci bancari d'EVO Banco a Espanya i el de la seva filial de crèdit al consum a Irlanda, Avantcard. En l'operació, quedà exclosa la compra d'EVO Finance, la financera del Grup a Espanya.
El 31 de maig de 2019, després d'obtenir les autoritzacions corresponents, Bankinter tancà aquesta compra per un cost total de 65,8 milions d'euros, ja que —tot i que la despesa total fou de 199,4 milions d'euros— l'excés de capital d'EVO Banco derivat de la segregació d'EVO Finance —feta prèviament— revertí en 133,6 milions d'euros per a Bankinter.
L'1 de setembre de 2019, EVO Finance passà a convertir-se en Servicios Prescriptor y Medios de Pagos E.F.C., S.A.U., i així es desvinculà totalment de la marca EVO.